# Best of Locomotiv GT 1971–1992
A Best of Locomotiv GT 1971-1992 az LGT 6. válogatáskazettája, amely 1992-ben jelent meg. Érdekessége, hogy csak 1971. és 1977. közötti dalokat tartalmaz.

## Az album dalai
| 1. | Ezüst nyár                    | Presser Gábor, Adamis Anna | 3:03 |
| 2. | Ringasd el magad              | Presser, Adamis            | 5:01 |
| 3. | Kék Asszony                   | Presser, Adamis            | 3:31 |
| 4. | Gyere, gyere ki a hegyoldalba | Bartha Tamás, Presser      | 2:49 |
| 5. | Álomarcú lány                 | Somló Tamás, Adamis        | 4:38 |
| 6. | Mindig magasabbra             | Presser, Laux József       | 3:52 |

| 1. | Kicsi, Nagy, Artúr és az Indián | Presser, Adamis             | 4:42 |
| 2. | Fiú                             | Presser                     | 3:43 |
| 3. | A rádió                         | Presser, Sztevanovity Dusán | 6:02 |
| 4. | Jóbarátok vagyunk               | Presser                     | 3:02 |
| 5. | Mindenki másképp csinálja       | Presser, Sztevanovity       | 4:36 |

## Közreműködő zenészek
- Barta Tamás
- Frenreisz Károly
- Karácsony János
- Laux József
- Presser Gábor
- Solti János
- Somló Tamás